# Fundação Astrojildo Pereira
A Fundação Astrogildo Pereira (FAP) é  um think tank e uma entidade civil brasileira vinculada ao partido Cidadania. Fundada em 2000 pelo então Partido Popular Socialista, tem como finalidade promover a formação política, o debate democrático e a preservação da memória política nacional. Seu nome homenageia o jornalista e militante Astrojildo Pereira, um dos fundadores do Partido Comunista Brasileiro em 1922.
No Brasil, as fundações partidárias, como organizações voltadas à pesquisa, doutrinação e educação política, são regidas pela Lei nº 9.096, de 19 de setembro de 1995.
Desde 2024, o presidente de honra da fundação é o ex-senador Cristovam Buarque, e o diretor-geral é o ex‑secretário de Educação do Distrito Federal, Marcelo Aguiar.

## Atuação
A FAP realiza atividades como debates públicos, cursos de formação política, eventos culturais e publicação de livros. Também mantém diversos canais para produção e disseminação de conteúdo político e cultural, entre eles a revista Política Democrática.
Em 2024, adquiriu sua sede própria em Brasília, consolidando-se como um centro de reflexão crítica e articulação política. Também em Brasilia a FAP sedia a a Biblioteca Salomão Malina, um centro público de consulta e empréstimo de obras, além de promover cineclubes e encontros culturais.
Em março de 2025, a Fundação organizou em Brasília o evento “Democracia 40 anos: Conquistas, Dívidas e Desafios”, em alusão às quatro décadas da redemocratização do país. A cerimônia homenageou o ex-presidente José Sarney e contou com a participação de autoridades como a ministra do Supremo Tribunal Federal Cármen Lúcia e o ex-ministro Nelson Jobim, além do ex-presidente do Uruguai, Julio María Sanguinetti.

## Memória e acervo
Além de sua atuação contemporânea, a FAP dedica-se à preservação da memória histórica brasileira. Parte do acervo pessoal de Astrojildo Pereira — incluindo documentos, correspondências e obras — está disponível para consulta pública em instituições acadêmicas como o Instituto de Estudos Brasileiros da Universidade de São Paulo.